# Tephrocactus nigrispinus

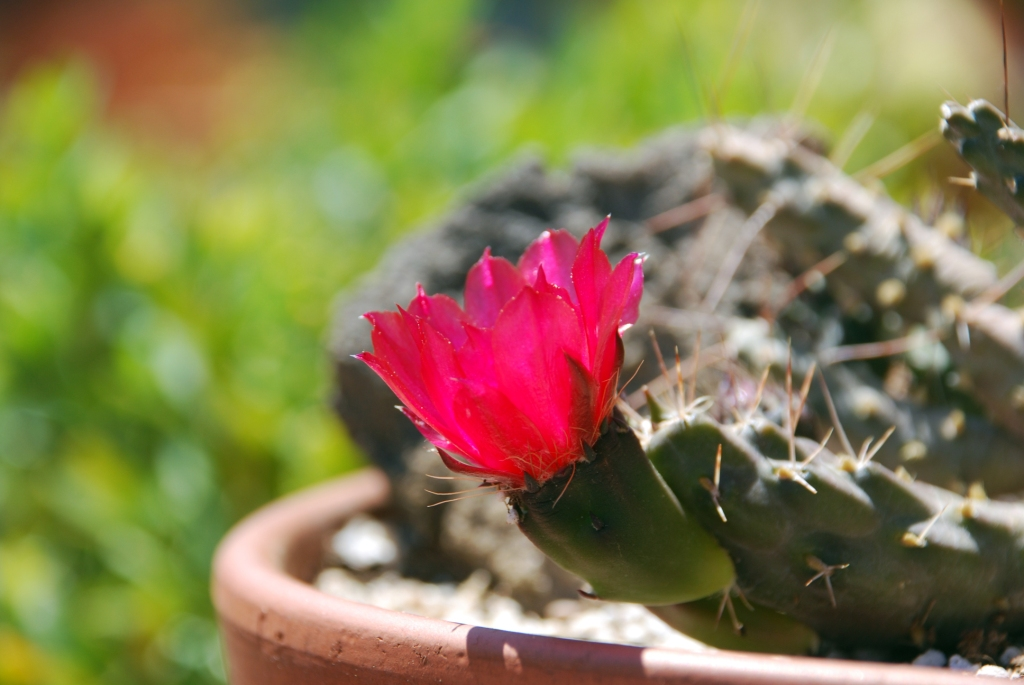
Blüte

Tephrocactus nigrispinus ist eine Pflanzenart in der Gattung Tephrocactus aus der Familie der Kakteengewächse (Cactaceae). Das Artepitheton nigrispina leitet sich von den lateinischen Worten niger, nigra, nigrum für ‚schwarz‘ sowie -spinus für ‚bedornd‘ ab.

## Beschreibung
Tephrocactus nigrispinus wächst niedrig strauchig, ist reich verzweigt und erreicht Wuchshöhen von bis zu 10 Zentimeter (selten bis 20 Zentimeter). Die mehr oder weniger aufrechten, länglichen bis ellipsoiden, drehrunden Triebabschnitte sind trübgrün oder rötlich violett und im Jugendstadium gehöckert. Die 2 bis 3 Millimeter im Durchmesser großen Areolen sind reichlich mit Wolle und Glochiden besetzt. Die drei bis fünf schwachen, 2,5 bis 3 Zentimeter langen Dornen werden nur an den oberen Areolen ausgebildet. Sie sind gerade, ausgebreitet und mehr oder weniger purpurschwarz (selten auch weißlich).
Die purpurfarbenen bis orangeroten Blüten weisen eine Länge von 2 bis 2,5 Zentimeter auf. Ihr Perikarpell ist schwärzlich rot. Die mehr oder weniger kugelförmigen glatten, rotpurpurfarbenen Früchte weisen Durchmesser von 1 Zentimeter auf. Die Samen sind fuchsienrosa gefärbt.

## Verbreitung, Systematik und Gefährdung
Tephrocactus nigrispinus ist in den bolivianischen Departamentos Potosí und Tarija, in der chilenischen Region Tarapacá bei Colchane sowie in den argentinischen Provinzen Jujuy und Salta in der Puna-Vegetation der Hochlagen der Anden in Höhen von 3400 bis 3900 Metern verbreitet.
Die Erstbeschreibung als Opuntia nigrispina erfolgte 1898 durch Karl Moritz Schumann. Curt Backeberg stellte die Art 1936 in die Gattung Tephrocactus. Weitere nomenklatorische Synonyme sind Platyopuntia nigrispina (K.Schum.) F.Ritter (1980), Maihueniopsis nigrispina (K.Schum.) R.Kiesling (1984) und Pseudomaihueniopsis nigrispina (K.Schum.) Guiggi (2013).
Es werden folgende Unterarten unterschieden:
- Tephrocactus nigrispinus subsp. nigrispinus
- Tephrocactus nigrispinus subsp. atroglobosus (Backeb. ex Guiggi & Pat.Palacios) M.Lowry

In der Roten Liste gefährdeter Arten der IUCN wird die Art als „Least Concern (LC)“, d. h. als nicht gefährdet geführt. Die Entwicklung der Populationen wird als stabil angesehen.

## Nachweise